# Talange
Talange – miejscowość i gmina we Francji, w regionie Grand Est, w departamencie Mozela.
Według danych na rok 1990 gminę zamieszkiwało 7755 osób, a gęstość zaludnienia wynosiła 2096 osób/km² (wśród 2335 gmin Lotaryngii Talange plasuje się na 51. miejscu pod względem liczby ludności, natomiast pod względem powierzchni na miejscu 1120.).